# Hybanthus longipes
Hybanthus longipes (Dowell) Standl. – gatunek roślin z rodziny fiołkowatych (Violaceae). Występuje naturalnie w Meksyku. 

## Morfologia
PokrójBylina dorastająca do 20 cm wysokości, tworząca kłącza.
LiścieBlaszka liściowa ma eliptycznie lancetowaty kształt. Mierzy 2,2–6,5 cm długości oraz 0,8–3 cm szerokości, jest piłkowana na brzegu, ma klinową nasadę i ostry lub tępy wierzchołek. Przylistki są równowąskie. Ogonek liściowy jest nagi.
KwiatyPojedyncze, wyrastające z kątów pędów. Mają działki kielicha o trójkątnym kształcie i dorastające do 3–5 mm długości. Płatki są trójkątne, przedni jest romboidalnie owalny.
OwoceTorebki mierzące 3-4 mm długości, o jajowatym kształcie.

## Biologia i ekologia
Rośnie w lasach i zaroślach. Występuje na wysokości od 500 do 900 m n.p.m.